# Zyxomma atlanticum
Zyxomma atlanticum е вид водно конче от семейство Libellulidae. Видът не е застрашен от изчезване.

## Разпространение
Разпространен е в Бенин, Гана, Демократична република Конго, Екваториална Гвинея, Камерун, Кот д'Ивоар, Либерия, Мозамбик, Нигерия, Уганда, Централноафриканска република и Южна Африка.